# Ikkaku Madarame
Ikkaku Madarame (斑目 一角 Madarame Ikkaku?) es un personaje de la serie de anime y manga Bleach, de Tite Kubo, es el teniente de la Undécima División. Su Capitán es Zaraki Kenpachi.

## Perfil
Ikkaku es un hombre alto y completamente calvo, lo que se presta para escenas graciosas con muchos personajes ya que detesta que le llamen calvo. Su teniente Yachiru Kusajishi a menudo lo llama "Bola de Billar". Pues es bien sabido su gusto por darle apodos a las personas. Ikkaku posee unas distintivas manchas rojas cerca de sus ojos, y a diferencia de la mayoría de los shinigamis, no usa medias con sus sandalias.
A pesar de ser el 3.er oficial en la 11.ª división las habilidades de Ikkaku están por encima de la mayoría de los tenientes de las demás divisiones, Ikkaku es incluso capaz de usar la liberación final de su Zanpakutou. Ikkaku mantiene escondido este hecho de los demás, tan solo dándolo a conocer de las personas en quién más confía, pues teme que por esto pueda ser promovido u obligado a convertirse en capitán de otro escuadrón. La razón por la que Ikkaku quiere permanecer en la Undécima división, es su lealtad a su capitán Zaraki Kenpachi. El único deseo de Ikkaku es luchar, vivir y eventualmente morir bajo el mando de Kenpachi.
En términos de actitud, Ikkaku es el típico miembro de la Undécima División, violento, amante de las batallas y rudo. Ikkaku tiene una personalidad parecida a la de Kenpachi, se divierte luchando, siempre trata de obtener la mayor diversión posible en cada pelea, llevándolo esto a límites peligrosos, siempre está sonriendo mientras lucha, muy parecido a como lo hace Kenpachi.

## Historia

### Pasado
Ikkaku luchó contra Kenpachi antes de entrar en el seireitei. Al ser fácilmente derrotado por éste, y al haber aprendido de Kenpachi que el quedar vivo en una batalla era para mejorar y poder luchar de nuevo contra su enemigo, siguió sus pasos cuando éste se convirtió en capitán de la Undécima división y entró a formar parte de la misma. También se sabe que fue el que enseñó a luchar a Renji Abarai cuando éste entró a formar parte de la Undécima División.
El encuentro con Kenpachi es el principal motivo por el cual Ikkaku quiere permanecer en la Undécima División bajo el mando de Kenpachi, pues desea pelear y morir bajo las órdenes del Capitán.
No se sabe en que momento preciso se convirtió en Shinigami, pero puede concluirse que lleva cerca de 100 años, ya que Ichigo al mencionarle durante su pelea que su maestro había sido Kisuke Urahara, inmediatamente se le viene a la mente la imagen del excapitán con sus ropas de shinigami y llevando su haori blanco; por lo que puede deducirse que ya formaba parte de los escuadrones cuando Urahara era capitán.

### Sociedad de Almas
La primera vez que lo vemos es después del aterrizaje forzoso de Kurosaki Ichigo y Ganju Shiba en el Seireitei, en el que acaban encontrándose con Ikkaku y su compañero Yumichika Ayasegawa (Quinto Hombre de la División), Ganju nada más comprobar el poder de los shinigamis huye, Ikkaku envía a Yumichika entonces en su búsqueda y se queda a solas con Ichigo.
La batalla comienza tras las presentaciones y ambos logran estar igualados, sin embargo cuando Ikkaku libera su Zanpakutô (Hôzukimaru) y revela ser un nunchaku de tres partes, Ichigo retrocede y es herido en el brazo, sin embargo el joven shinigami logra analizar los movimientos de su rival recordando su entrenamiento con Kisuke Urahara y hiere profundamente a Ikkaku y rompe su Zanpakutô, este se niega a rendirse y vuelve al ataque pero Ichigo inutiliza su nunchaku y el Tercer Hombre de la Undécima División resulta derrotado.
Ikkaku se despierta extrañado de su supervivencia y comprueba que ichigo le ha curado usando su coagulante, Ikkaku responde acerca de la ubicación de Rukia Kuchiki y advierte a Ichigo sobre el poder de su Capitán, tras lo cual el joven shinigami se va, dejando a Ikkaku a merced del escuadrón médico. En las habitaciones en las que se recupera es interrogado por un furioso Mayuri Kurotsuchi sobre su adversario, no obstante Ikkaku no suelta prenda y el Capitán se dispone a castigarlo, sin embargo Zaraki lo ahuyenta con su presencia. Ikkaku advierte al Capitán del creciente poder de su adversario y le da una suscita descripción para que lo pueda encontrar.
Posteriormente Ikkaku se recupera junto a Yumichika, que fue derrotado por Ganju y sentirán el fuerte reiatsu que desprende la lucha entre Ichigo Kurosaki y su Capitán Zaraki Kenpachi, en el que confiarán en la victoria de su número uno puesto que por igualada que esté la batalla, aun tiene un as en la manga (haciendo referencia a su parche).
No obstante Zaraki e Ichigo empatan, aunque el Capitán considere que ha sido derrotado, Yachiru lo lleva junto a la Capitana de la Cuarta División Retsu Unohana que lo curará y volverá al cuartel de la división, junto a Yumichika, Ikkaku y Yachiru, todos ya en perfecto estado. Es entonces cuando Yachiru lleva a Makizô Aramaki al Cuartel, que porta a Inoue Orihime y que les pone en antecedentes acerca de los combates de sus compañeros y de la ejecución de Rukia Kuchiki.
Zaraki toma la decisión de ayudar a Ichigo y los suyos y se pone en marcha junto a Ikkaku y los demás, ambos irrumpen en la cárcel donde están encerrados los ryoka y sus amigos sin embargo son interceptados en una amplia plaza por los Capitanes de la Séptima y Novena Divisiones y sus respectivos Subcapitanes. Sajin Komamura, Tousen Kaname, Tetsuzaemon Iba y Shûhei Hisagi. La intención de Zaraki es pelear contra los cuatro a la vez y ordena al resto del grupo que se adelante, todos seguirán la recomendación lierados por Yachiru, sin embargo Ikkaku y Yumichika se quedan y se encargan de los Subcapitanes, dejando a Zaraki con Komamura y Tousen.
Ikkaku e Iba mantienen una batalla despreocupada e interrumpida constantemente en descansos para beber sake mientras los demás pelean, el combate entre estos dos camaradas parece más una diversión que un combate a muerte y no se verá a ninguno sobresalir por encima del otro. Finalmente se interrumpe cuando se hace patente la traición de Aizen y este huya junto a Gin Ichimaru y Tousen (derrotado anteriormente por Zaraki).
Tras la huida a Hueco Mundo de los tres Capitanes traidores con el Hougyoku, la vida vuelve a la normalidad en la Sociedad de Almas, los ryoka son aceptados con simpatía e Ikkaku pasa el tiempo entrenando en el cuartel de su División, la cual visita Ichigo frecuentemente (aunque la presencia de Zaraki haga que se arrepienta). Ichigo y su grupo abandonaron la Sociedad de Almas y vuelven a Karakura sin Rukia.

### Los Arrancar
Ikkaku es enviado a Karakura como miembro del grupo de avanzada del Capitán de la Décima División Hitsugaya Tōshirō junto a su Subcapitana Rangiku Matsumoto, Yumichika Ayasegawa, el Subcapitán de la Sexta División Renji Abarai y Rukia Kuchiki, miembro de la Decimotercera tras la incursión Arrancar de los Espada Ulquiorra Cifer y Yammy, que derrotarán a Yasutora Sado, Inoue Orihime e Ichigo Kurosaki en combate y deberán ser salvados por Kisuke Urahara y Yoruichi Shihouin.
Los shinigamis una vez en Karakura como miembros del instituto al que acuden Ichigo, Ishida y los demás se dispersarán y buscan alojamiento. Yumichika e Ikkaku vagan por la ciudad sin rumbo fijo pero pronto irrumpe el Sexto Espada Grimmjow Jaggerjack liderando a un grupo de Arrancar dispuestos a acabar con todo aquel con un poder espiritual superior al normal.
Yumichika e Ikkaku, que permanecen juntos, son atacados por Edorad Leones, que derrota rápidamente a Ikkaku. Este se niega a liberar su Zanpakutô y logra cortar en la cara al Arrancar con sus descuidados movimientos, este se enfurece y libera su Zanpakutô (Volcánica), con la que inclina definitivamente el combate a su favor, Ikkaku no logra hacer nada contra su adversario ni con su shikai y se ve forzado a liberar su bankai (Ryûmon Hôzukimaru) con el que hiere y hace retroceder a su rival, sin embargo este aun tiene fuerzas y se la juega a un último ataque, Ikkaku por su parte logra liberar todo el poder de su liberación completa y lo usa en un fulminante ataque.
Al disiparse el humo el bankai de Ikkaku está destrozado y este cae desmayado pero la parte derecha del cuerpo de Edorad ha sido pulverizada y este se alegra de saber el nombre de su rival justo antes de morir.
Una vez todos los Arrancar son destruidos y Grimmjow es llevado de vuelta a Hueco Mundo por Tousen, todos los shinigamis son curados. Tras recibir la información acerca de los planes de Aizen en referencia a la Ouken y el Hougyoku por parte del Capitán General Yamamoto, el grupo de Hitsugaya (del que forma parte Ikkaku) entrenará durante un mes para prepararse para la batalla.
Un mes después mientras entrena la sincronía con su Zanpakutô acompañado de su grupo de avanzadilla es el primero en detectar la llegada de los Arrancar enviados por Ulquiorra Cifer que son el Sexto Espada Luppi, el Décimo Espada Yammy, el Antiguo Sexto Espada Grimmjoww Jaggerjack y el Número Wonderwice Marjera.
Ikkaku libera su shikai y espera mientras Yumichika se enfrenta a Luppi, no obstante este lo derrota fácilmente y decide enfrnetarse a todos a la vez liberando su Zanpakutô (Trepadora) con la que derrota rápidamente a Hitsugaya y su bankai y fuerza a entrar en combate a Ikkaku y Matsumoto al mismo tiempo. Cuando todo parece perdido Kisuke Urahara aparece para salvar la situación sin embargo Yammy y Wonderwice lo distraen y Luppi toma el control del combate de nuevo, a pesar de esto Hitsugaya emerge y derrota al Espada con su técnica Sennen Hyôrou (Prisión Milenaria de Hielo) Tras esto Ikkaku, Yumichika y Matsumoto son liberados y contemplan como Urahara usa un gigai portátil para analizar y derrotar a Yammy.
En ese momento rayos de Negación recogen a todos los Arrancar y los llevan a Hueco Mundo pues Ulquiorra ha tenido éxito en su misión y ha capturado a Inoue Orihime en el Dangai. Ikkaku y los demás serán curados en el sótano de Urahara por Tessai, Jinta e Ururu cuando reciben un mensaje de la Sociedad de Almas en el que Ukitake les comunica que Inoue Orihime ha desaparecido y el Comandante Yamamoto la da por traidora.
Ichigo no cree esto y desea ayudarla pero el Comandante se lo prohíbe y ordena la retirada del grupo de Hitsugaya, para lo cual son enviados como fuerza de disuasión los Capitanes de la Sexta y Undécima División, Byakuya Kuchiki y Zaraki Kenpachi respectivamente, que hacen retirarse a todos los shinigamis a la Sociedad de Almas, dejando a Ichigo solo.

### Hueco Mundo
Después de que Ichigo Kurosaki, Renji Abarai, Uryū Ishida, Rukia Kuchiki y Yasutora Sado desobedecieran las órdenes del Comandante y fueran sin permiso a Hueco Mundo, cuatro Capitanes (Byakuya Kuchiki, Zaraki Kenpachi, Retsu Unohana y Mayuri Kurotsuchi) son enviados tras ellos gracias a la estabilización dos meses antes de tiempo de la Garganta por parte de Kisuke Urahara, allí derrotan a varios Espada y rescatan a los compañeros del shinigami sustituto.
Posteriormente cuando Sōsuke Aizen encierra a los cuatro Capitanes y a sus aliados en Hueco Mundo cerrando sus Gargantas y se dirige a destruir Karakura, se revela que el Comandante Shigekuni Yamamoto-Genryūsai dio la orden a Kisuke Urahara y a los miembros de la División Doce de trasladar el pueblo de Karakura a un área alejada del Rukongai y poner a todos sus habitantes a dormir usando la Tenkaikezzu para así esperar al shinigami con todos los Capitanes restantes, entre los cuales está Hitsugaya. Aizen se da cuenta de esto y convoca a sus tres Espada más poderosos Stark, Halibel y Barragán junto a sus fracciones para librar la batalla por la Ōken.

### La Batalla por Karakura
Los Capitanes planean concentrarse en Sōsuke Aizen una vez hayan acabado con los Espada, para ello Shigekuni Yamamoto-Genryūsai libera su shikai y utiliza su técnica Jōkakū Enjō para aislar a Aizen, Gin Ichimaru y Kaname Tōsen. A pesar de esto Aizen confía en la victoria de sus Espada. En lugar de Aizen, el anciano Barragán toma el control de las fuerzas y se dispone a destruir los cuatro pilares que sustentan a Karakura en la Sociedad de Almas y a la réplica en su lugar, para lo cual envía a varios y primitivos Arrancar a destruirlos, no obstante el Comandante Yamamoto ya ha enviado allí a Shūhei Hisagi, Ikkaku Madarame, Yumichika Ayasegawa e Iduru Kira, que acaban fácilmente con la amenaza. Barragan envía a sus cuatro Fracciones para destruir los pilares, encontrándose Ikkaku con el enorme Pō. Ikkaku es derrotado debido a su negativa a usar el bankai y su pilar es destruido, siendo necesaria la ayuda de Sajin Komamura y Tetsuzaemon Iba, finalmente el bankai del Capitán termina con el Arrancar de un solo golpe e Ikkaku es regañado por Iba debido a su imprudencia con la liberación completa.

### Saga del Agente Perdido
Cuando Ichigo recupera sus poderes gracias a Rukia con la espada diseñada por Urahara, Kugo Ginjo se burla diciendo que él ha robado todos los poderes de ichigo, y no hay manera de que Rukia pudiera devolverle sus poderes.
Sin embargo, Renji aparece interviniendo revelando su presencia y la de otros shinigamis, incluyendo a Ikkaku Madarame, quien estaba observando la situación. Renji explica que todos ellos han dado parte de su reiatsu a la espada que hizo Urahara, permitiéndole a Ichigo recuperar sus poderes.
Ikkaku escucha cuando Renji explica que el comandante Yamamoto los ayudó a restaurar los poderes de Ichigo y Hitsugaya revela que Kugo es el Shinigami sustituto original. Después de que Giriko le dice a Ichigo la experiencia de su poder de fullbring fluyendo a través de ellos, Ikkaku dice que es demasiado blando. Ichigo dice que él se encargara de ellos e Ikkaku se sorprende por su afirmación. Después cuando Yukio explica los nuevos poderes de su fullbring, él es aparentemente empalado por la espalda por Ikkaku. Madarame le dice a Ichigo que es demasiado inocente y no debe contenerse en ese punto de la pelea. Repentinamente un ataque llega hacia el desde atrás, pero es detenido por el capitán Toshiro, quien le dice a Ikkaku que mantenga la guardia, Ikkaku se disculpa, luego Shishigawara ataca pero Ikkaku es capaz de evadirlo y pregunta quién es su atacante. Yukio entonces usa su Fullbring para traerlo a él y a Shishigawara dentro de su sala de chat.
Ikkaku enfrenta a Moe Shishigawara, quien lo sorprende rápidamente con el devastador poder de sus puños incrementados por su fullbring los cuales son tan poderos que derriban los árboles que están alrededor. Mientras trata de descubrir como Moe es capaz de hacer eso, a pesar de su apariencia, Ikkaku es atrapado con la guardia baja y Moe conecta un golpe directo sobre su hombro, dislocándolo. Mientras que Moe alardea de su logro, Ikkaku lo sorprende al flexionar sus músculos para que su hombro vuelva a su lugar.
A medida que la lucha continúa, Moe se las arregla para romper la hoja del eje del Hozukimaru, lo que llevó a Ikkaku dejar su Zanpakutō y luchar contra Moe de cuerpo a cuerpo. Mientras que varios golpes de Moe aparentemente crítico sobre Ikkaku, que sigue luchando como si no le afectara.
El Fullbring de Moe poco a poco se queda sin suerte, la lucha continúa, por lo que los golpes de Moe son menos efectivos, pero se las arregla para darle un golpe más devastador sobre el estómago de Ikkaku. Pronto, Ikkaku agarra la cabeza de Moe y lo golpea con un cabezazo potente dejando a Moe derrotado, después de la lucha Ikkaku le dice a Moe que él es el hombre más afortunado del Gotei 13.
Ikkaku comienza a marcharse, pero su pierna es agarrada por Moe, quien se niega a darse por vencido. Ikkaku aplaude su determinación, pero le dice a Moe no desperdicie inútilmente su vida. Moe responde que el ya dio su vida por Tsukishima.
Ikkaku le pregunta si Tsukishima estaría tan dispuesto a morir por el y lo llama tonto, diciendo que tiraría inútilmente su vida por la borda por alguien que no lo respeta. Ikkaku afirma que atacará Moe con toda su fuerza si Moe decide atacarlo.
Después de que Yukio cierra las salas de chat, se reúne con Kenpachi y Yachiru. Ikkaku comenta que su capitán salió muy rápido de la dimensión de bolsillo, solo para que kenpachi le responda que se le hizo tarde. Después notan a Renji saliendo de unos arbustos. Ikkaku le regaña por su condición actual y le pregunta si derrotó a su oponente.
Kenpachi le pregunta a Ikkaku cómo salió de su dimensión. Ikkaku le responde, que le dio un sermón a su oponente y luego lo dejó escapar.
Esto enoja a Kenpachi, quien reprende a su subordinado por tal comportamiento. Junto con los capitanes, observa como Ichigo rompe la última dimensión de bolsillo con su Bankai. Habiendo cumplido su misión, Ikkaku y los capitanes se preparan para regresar a la Sociedad de Almas.

### Saga de la Guerra Sangrienta de los Mil Años
Ikkaku, junto a Yumichika se dirigen al Rukongai, este último le preguntan a Ikkaku si escuchó las noticias. Ikkaku le responde que si, y entonces afirma que las personas en el Rukongai no pueden desaparecer así como así, y no deben subestimar a su división.
Ikkaku y otros miembros de la Undécima Division, investigan el Distrito 64 del Rukongai, llamado Sabitsura ya que las personas han estado desapareciendo. Yumichika observa que no queda nadie, mientras que Ikkaku confirma que había personas cuando el obtuvo el primer informe lo que significa que las desapariciones están en curso. Yumichika argumenta que tal vez se fueron a otro lugar, no queriendo permanecer en un lugar donde la gente desaparece, pero Ikkaku rechaza esto, recordándole que el Instituto Shinigami de Desarrollo e Investigación habría sabido si simplemente se hubieran marchado.
Uno de sus subordinados les informa de que ni siquiera un niño se puede encontrar en el lugar mientras que otro los lleva a un grupo de huellas que conducen a un lugar antes de desaparecer. Ambos observan que cada par de huellas tiene un pie descalzo y el otro con una sandalia. Yumichika llega a la conclusión de que un Hollow no es responsable de las desapariciones mientras que Ikkaku pide que continúen la búsqueda de pistas.
Cuando la Sociedad de Almas comienza a ser invadida por los Stern Ritters, Ikkaku y Yumichika corren para auxiliar a sus compañeros shinigamis. En el momento que se da la noticia de que Ichigo Kurosaki viene en camino para ayudar a la Sociedad de Almas contra el enemigo, Ikkaku escucha la noticia con felicidad.
Cuando el Wandenreich se retira, Ikkaku es llevado al centro médico de la 4.ª División para atender sus heridas, sin embargo, trata de marcharse de donde esta y del especialista que trata de sanarlo demandó a gritos que le hagan saber algo sobre el estado de su capitán, ya que no cree posible que haya caído en combate. Sin embargo, se desconoce como se hizo estás heridas o si luchó contra algún miembro del Stern Ritter o los Soldat.
En la segunda invasión realizaba por el Wandereich hacia la Seretei, ya de noche Ikkaku se encuentra acompañado por Yumichika quienes se percatan que ya anocheció y que esto nunca había pasado en la Sociedad de Almas además Ikkaku añade que tiene un mal presentimiento luego Hisagi se une a la conversación para decirles como llegó hasta ahí y sobre cuanto ha cambiado la Seretei e Ikkaku dice que no deberían moverse por la noche pues estarían haciendo lo que ellos quieren en ese momento son atacados por Mask De Masculine quien termina por derrotar a los tres Shinigami. 
Luego de la batalla que Ikkaku tuvo contra Mask De Masculine, Ikkaku es testigo del enorme meteorito originado por la imaginación de Gremmy y también es testigo de la llegada de Ichigo a la Sociedad de Almas por lo que se dirige hacia donde él se encuentra, luego de la partida de Uryu juntos con su Majestad y Jugo hacia el Palacio del Rey, Ikkaku junto con Yumichika se enfrentan a Gigi, donde la amenaza con su Zanpaku-tō al Quincy, que luego de la provocación de Yumichika decide llamar a su Zombie más preciado Bambi, tanto Ikkaku y Ayasegawa unen fuerzas para derrotar al Quincy pero no se dan cuenta de los ataques de esta, por lo que Gigi decide convertirlos en Zombis pero de inmediato Mayuri y Nemu deciden intervenir para salvar a los oficiales y por intereses propios, luego de observa la batalla del Capitán frente al Quincy, Gigi decide usar a los Shinigami de la Undécima División para luchar contra Mayuri, luego de la derrota de los Shinigami Zombie y Bambietta a manos de los Arrancar; Gigi decide llamar a Tōshirō Hitsugaya Zombie, entonces los dos oficiales quedan sorprendidos y deciden luchar contra el, sin embargo Tōshirō no muestra señal de piedad y da con todo en la batalla, hiriendo con gravedad a ambos Shinigami dejándolos al borde de la muerte, a pesar de los duros intentos de los Oficiales por detener al Capitán. Posteriormente tanto Yumichika e Ikkaku vuelve aparecer llenos de vendas en el laboratorio de Mayuri para viajar al Palacio del Rey y ayudar a Ichigo.

## Poderes
Ikkaku, como todo shinigami tiene el poder de destruir y purificar a los Hollow si les derrota con una corte profundo en la máscara con su Zanpaku-tô. No utiliza artes demoníacas como el Hadō o el Bakudō ya que está mal visto usar esos trucos en una División que disfruta con el combate cuerpo a cuerpo.
- Inmensa Fuerza Física: Ikkaku, como miembro de la Undécima División, confía solamente en su propia fuerza y en la de su Zanpaku-tō para librar combates, así como en su destreza.
- Experto en Shunpo: Ikkaku sabe utilizar el shunpo puesto que destaca por sus ataques rápidos y movimientos eficientes.
- Maestro Naginatajutsu: la Zanpaku-tō de Ikkaku es un arma tipo naginata en su forma Shikai, Ikkaku la puede usar perfectamente contra otras armas de tipo espada.

En definitiva Ikkaku es un luchador similar a su Capitán Zaraki Kenpachi, que solo se vale del cuerpo a cuerpo para acabar con sus adversarios, con la diferencia de que Ikkaku sí conoce el nombre de su espada y puede localizar reiatsu eficientemente.

## Zanpakutō
Ikkaku suele iniciar sus combates con la espada en forma sellada, se desconoce la razón por la que es reticente a liberarla (Probablemente es porque comparte con Kenpachi el amor por la batalla y su gusto por hacerla más interesante), no obstante se observa que ha logrado cierto grado de maestría combinando los movimientos de la espada y la vaina, cuyas combinaciones aprovecha para sorprender a su rival y herirlo.

### Shikai:Hōzukimaru
La Zanpakutô de Ikkaku se llama Hōzukimaru (鬼灯丸 Lámpara de Ogro?), su forma es la de una lanza dividida en tres secciones, las cuales se pueden separar a voluntad de Ikkaku haciéndole ver como una especie de sansetsukon. Para lograr su liberación inicial Ikkaku utiliza el comando Crece (延びろ nobiro?). 
Es uno de los dos casos únicos que se conocen donde una zanpakutô necesita tanto la katana como el saya para poder activar el shikai, ya que debe unir este último a la empuñadura de su arma para activarla. El otro caso es en Lisa Yadomaru de los visored.

### Bankai:Ryūmon Hōzukimaru
La liberación final o bankai de Ikkaku se llama Ryūmon Hōzukimaru (龍紋鬼灯丸, Escudo de Dragón de la Lámpara de Ogro), y conserva la forma dividida en tres secciones, pero ahora cada una tiene un enorme filo y están conectadas por gruesas y largas cadenas; con un aspecto mortal y devastador, el bankai de Ikkaku está concentrado principalmente en aumentar su poder destructivo y fuerza bruta, por lo que no adquiere poderes o habilidades nuevas con él, esto se observa en la forma del bankai, el cual es solo una versión extremadamente desproporcionada del shikai.
Ikkaku menciona que Hozukimaru es, a diferencia de él, muy perezosa, y para alcanzar su poder completo debe de "despertarla", esto lo logra causando y recibiendo daño, haciendo que el dragón grabado en ella adquiera un color rojo sangre, en ese momento, Hozukimaru está totalmente despierta y con su poder al límite.
- Datos: Q2482890
- Multimedia: Ikkaku Madarame / Q2482890